# Ostryopsis davidiana
Ostryopsis davidiana är en björkväxtart som beskrevs av Joseph Decaisne. Ostryopsis davidiana ingår i släktet Ostryopsis och familjen björkväxter. Inga underarter finns listade.